# Klaus Eberhartinger

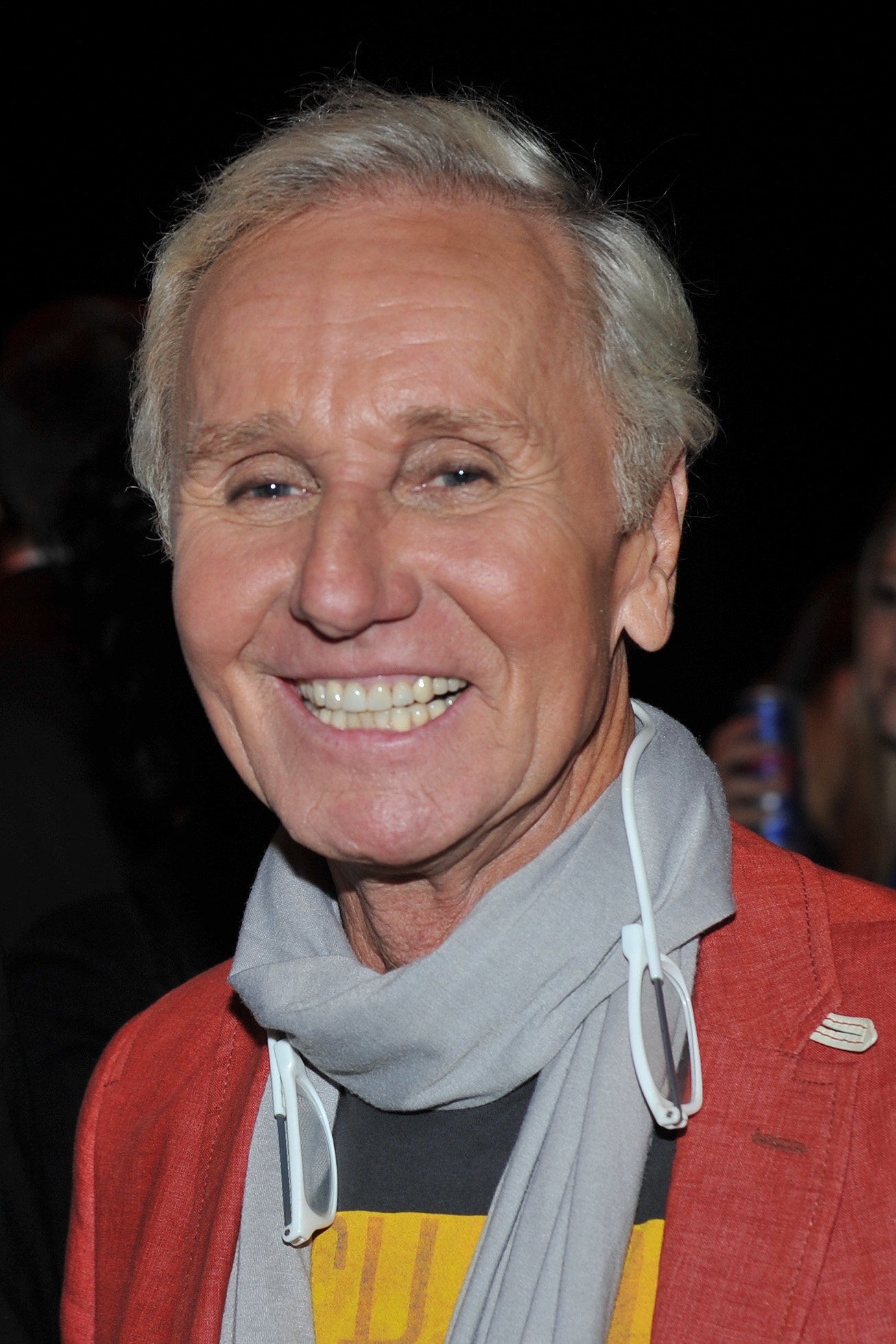
Klaus Eberhartinger 2014

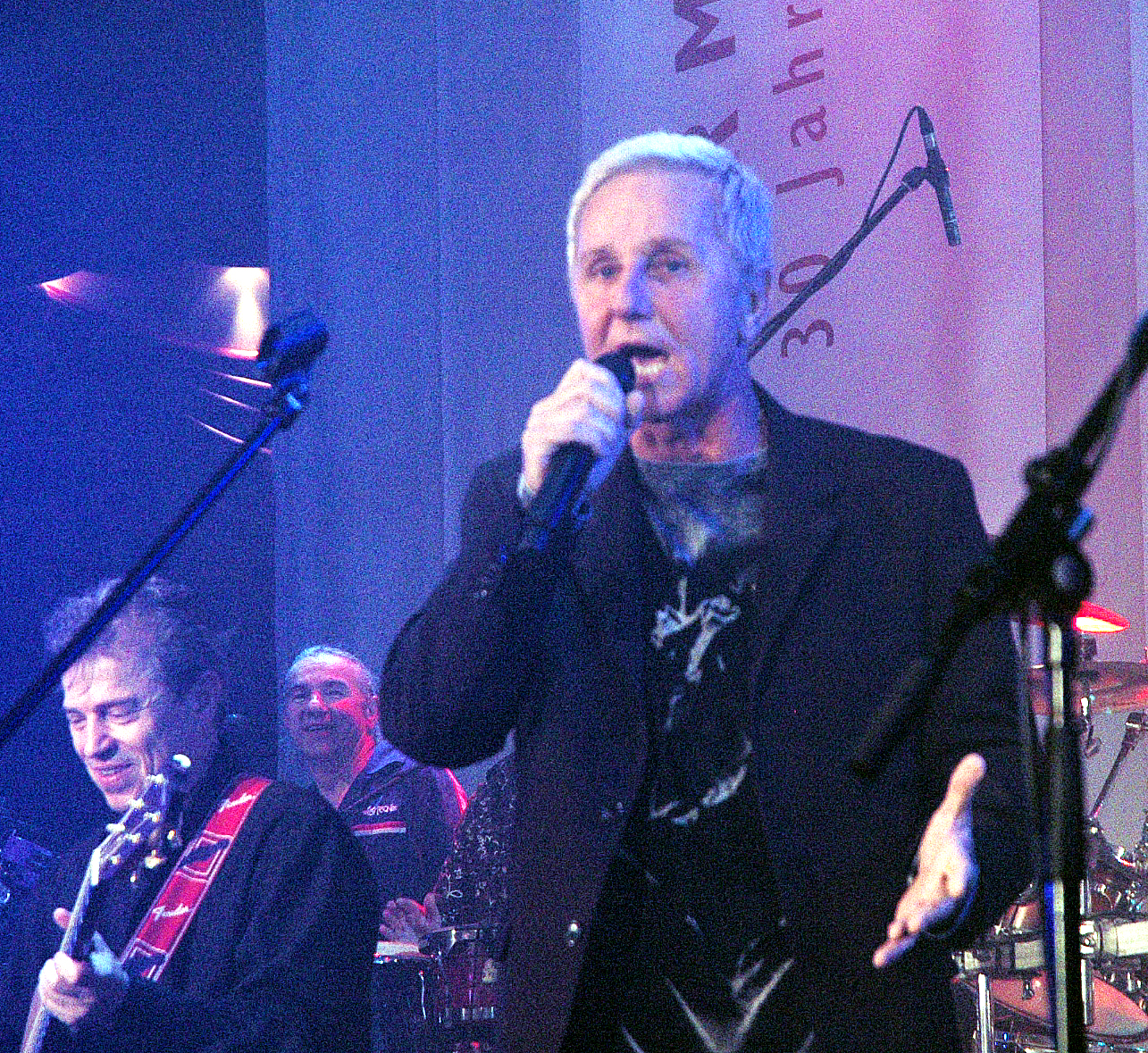
EAV-Eberhartinger als Gastmusiker im Circus Krone bei 30 Jahre Spider Murphy Gang, 2006

Klaus Peter Karl Eberhartinger (* 12. Juni 1950 in Gmunden) ist ein österreichischer Sänger, Moderator, Entertainer und Schauspieler.
Bekannt wurde er als Frontman der österreichischen Band Erste Allgemeine Verunsicherung (EAV) und durch die Moderation der ORF-Tanzshow Dancing Stars, bei der er auch selbst Teilnehmer und Jurymitglied war.

## Leben
Eberhartinger wuchs in Braunau am Inn auf und absolvierte 1968 die Matura. Danach hielt er sich für ein Jahr in den Vereinigten Staaten auf, bevor er in Graz ein Medizinstudium begann, während dem er auch die Schwester von Thomas Spitzer, einem späteren Bandkollegen bei der EAV, kennen und lieben lernte. Während seiner Studienzeit war er beim Vorläufer des heutigen Kommunistischen Studierendenverband aktiv. Nach einer Auseinandersetzung mit rechtsgerichteten Professoren unterbrach Eberhartinger sein Studium, nahm in München verschiedene Jobs an und kaufte sich schließlich einen Land Rover, um Afrika zu bereisen. Nach Österreich zurückgekommen, nahm er sein Studium in Graz wieder auf, bis er 1981 bei der EAV einstieg. Im Jahr 1985 wurde sein Sohn Christoph geboren. Mit dessen Mutter war Klaus Eberhartinger bis zu ihrem Tod 2018 gut befreundet, sie kümmerte sich zum Beispiel um seine finanziellen Angelegenheiten.
Seit Mitte der 1990er Jahre verbringt Eberhartinger meist die Hälfte des Jahres in Kenia, wo auch Thomas Spitzer ein Haus gekauft hat.
Neben diversen CD-Veröffentlichungen und Tourneen der EAV spielte er zeitweilig die Rolle der Gailtalerin im Bühnenstück Der Watzmann ruft. Diese erfolgreiche Produktion war zwei Jahre lang auf Tournee. Bei der dritten Staffel der Dancing Stars im Frühjahr 2007 erreichte er mit seiner Tanzpartnerin Kelly Kainz den ersten Platz, obwohl er wenige Wochen davor fast ausgestiegen wäre, weil er sich beim Training eine Rippe gebrochen hatte. Daraufhin moderierte er die vierte Staffel mit Mirjam Weichselbraun, saß in der fünften in der Jury und ist seit der sechsten Staffel wieder als Moderator tätig. Während Weichselbraun die Hauptmoderation durchführt, interviewt Eberhartinger die Teilnehmer im Backstagebereich.
2007 übernahm er beim Sender ATV die Moderation der Show Quiz Champion, außerdem moderierte Eberhartinger 2008 im ORF 1 die österreichische Version der international erfolgreichen Show Einer gegen 100 und am 6. Juni 2008 Dancing Stars for Europe – Die Vorausscheidung für den Eurovision Dance Contest. Des Weiteren ist er in unregelmäßigen Abständen Gast der ORF-Rateshow Was gibt es Neues?.  Am 10. März 2008 erschien im Ueberreuterverlag sein erstes Buch Sex, Lachs & Rock’n’Roll. Im Sommer 2008 war er in der Rolle des Sigismund in der Operette Im weißen Rößl bei den Seefestspielen in Mörbisch zu sehen. Im Juli 2009 moderierte Klaus Eberhartinger im ORF 1 die Great Hadern Show, in der Promis ihre Lieblingshits – von Schlager bis Klassik – präsentieren. 2014 synchronisierte er Fernseh-Werbespots für eine Elektrohandelskette und lieh dabei einem Faultier seine Stimme.
2016 nahm er gemeinsam mit der Band Schmidhammer den offiziellen Song des ÖFB zur Fußball-Europameisterschaft 2016 mit dem Titel Das sind wir auf.
Von Februar bis September 2019 ging Eberhartinger mit der EAV auf große Abschiedstournee, welche über 90 Konzerte in Deutschland, Österreich und der Schweiz umfasste.
Am 14. September folgte dann das Finale in der Wiener Stadthalle. Vorher hatte sich Eberhartinger bei einem Sturz auf der Burg Clam einen dreifachen Rippenbruch zugezogen, wodurch einige Konzerte ausfallen mussten.
Am 6. März 2020 moderierte Eberhartinger gemeinsam mit Mirjam Weichselbraun zunächst eine Show der 13. Staffel Dancing Stars. Da die österreichische Bundesregierung aufgrund der COVID-19-Pandemie in Österreich mit 16. März 2020 eine Ausgangssperre verhängte, wurde die Show vorerst abgebrochen. Am 25. September 2020 wurde die Show fortgesetzt, mit Kristina Inhof an Eberhartingers Seite.
Am 26. November 2020 gab Eberhartinger in einem Podcast-Interview mit Mari Lang bekannt, dass er eine fünfjährige Tochter hat. Am 15. Februar 2021 wurde er bei The Masked Singer Austria als Wildschwein demaskiert.

## Auszeichnungen
- 2009: Romy in der Kategorie Beliebtester Talk- und Showmaster
- 2012: Romy in der Kategorie Beliebtester Show Entertainer
- 2017: Goldenes Ehrenzeichen für Verdienste um die Republik Österreich[13]
- 2018: Großer Josef-Krainer-Preis[14]
- 2019: Amadeus Austrian Music Award für das Lebenswerk[15]
- 2023: Ehrenzeichen in Gold der Stadt Graz[16]